# Ogyris typhon
Ogyris typhon är en fjärilsart som beskrevs av Waterhouse och Charles Lyell 1914. Ogyris typhon ingår i släktet Ogyris och familjen juvelvingar. Inga underarter finns listade i Catalogue of Life.